# Риків (Самбірський район)
Ри́ків — село в Україні, в Самбірському районі Львівської області. Населення становить 210 осіб. Орган місцевого самоврядування — Боринська селищна рада.

## Географія
Розташоване за 19 км від колишнього райцентру Турка і однойменної залізничної станції.

## Історія
Засноване 1533 року.
На Радянсько-німецьку війну СРСР примусово мобілізували 14 селян, з них 3 загинули. У їхню честь 1968 року в селі споруджено окупаційний обеліск.
Радянська влада у межах примусової колективізації створила у селі відділення ільницького радгоспу ХХІІІ з'їзду КПРС, який розпався в роки незалежності України.

## Церква
Дерев'яний храм святого архангела Михаїла (Преображення Господнього) збудований 1863 року майстром Теодором Сьомбаком. Роботи з відновлення храму проходили 1913 року. Церква розташована на пагорбі, мисі, утвореному річкою Завадкою і струмком. Будівля характерна для бойківського типу – тризрубна, триверха. Квадратні зруби вінчають восьмибічні верхи, вкриті грушеподібними банями з ліхтарями і маківками з хрестами. Оточує церкву широке піддашшя, оперте на профільовані виступи вінців зрубів. Із заходу до бабинця під піддашшям прибудований засклений ґанок. До вівтаря з півночі прилягає невелика прямокутна ризниця. Стіни підопсання ошальовані вертикально пластмасовою вагонкою, надопасання і заломів – оббиті оцинкованою бляхою. Під піддашшям з південної сторони підвішений дзвін. У 1961–1989 роках церква була замкненою через заборону відправи богослужінь з боку радянської влади.

## Економіка
За відділенням радгоспу у радянські часи було закріплено 2032 га сільгоспугідь, з них 219 га орних земель. Спеціалізація — м'ясне тваринництво і вирощування льону.
У селі розташовується ТзОВ «Ніка Захід», імпортер кави Paulig.

## Соціальна сфера
Школа, народний дім, ФАП, поштове відділення.